# Троянув (Ґарволінський повіт)
Троянув (пол. Trojanów) — село в Польщі, у гміні Троянув Ґарволінського повіту Мазовецького воєводства.
Населення — 643 особи (2011).
У 1975-1998 роках село належало до Седлецького воєводства.

## Демографія
Демографічна структура станом на 31 березня 2011 року:
|          | Загалом | Допрацездатний вік | Працездатний вік | Постпрацездатний вік |
| -------- | ------- | ------------------ | ---------------- | -------------------- |
| Чоловіки | 315     | 44                 | 241              | 30                   |
| Жінки    | 328     | 65                 | 185              | 78                   |
| Разом    | 643     | 109                | 426              | 108                  |